# 猪野毛利栄
猪野毛 利栄（いのけ としえ、旧字体：猪野毛 利榮、1886年（明治19年）1月5日 - 1952年（昭和27年）10月11日）は、日本のジャーナリスト・政治家、衆議院議員（6期）。

## 来歴
福井県大野郡、のちの富田村（現大野市）出身。1911年（明治44年）日本大学法律科卒業。順天中学校教諭、二六新報記者を経て、日本浪人社を設立し、雑誌『日本浪人』を主宰する。さらに経国社を設立し雑誌『政治及経済界』を主宰。その後政友会に入党し司法大臣秘書官、内務大臣秘書官を経た後、1924年（大正13年）の第15回総選挙に無所属で立候補して初当選。4年後の第16回総選挙では政友会の公認を得たものの次点に泣く。さらに2年後の1930年（昭和5年）の第17回総選挙で返り咲き、以後連続5回の当選を果たした。
広田内閣では外務政務次官を務め、のち外務省委員となる。1939年（昭和14年）の政友会分裂に際しては久原房之助や鳩山一郎らとともに正統派に所属した。政党解消後は翼賛議員同盟に合流し、1942年（昭和17年）の第21回総選挙（翼賛選挙）では翼賛政治体制協議会の推薦候補として立候補し当選している。その後は翼賛政治会・大日本政治会（日政会）に所属した。
戦後は旧日政会系の日本進歩党の結党に参加したが、日政会を母胎にしていたとはいえ進歩党所属議員の大半はかつての民政党と政友会革新派・政友会統一派に所属していた議員で、かつての政友会正統派に所属していた議員で進歩党に参加したのは猪野毛と中井一夫・西川貞一・依光好秋・高畠亀太郎・三善信房・綾部健太郎の計7名のみだった。
しかし翼賛選挙で推薦候補だったことが災いし、1946年（昭和21年）に公職追放に遭った。追放解除後は1952年（昭和27年）3月6日に設立された福井放送の社長を務めたが、7か月後の10月11日に66歳で死亡した。

## 家族
妻のソデは、万里小路正秀の娘。女官を務めていた。